# ぴことちこの「いぢりCD」
『ぴことちこの「いぢりCD」』は、OVA『ぴことちこ』のキャラクター・アルバム。2007年3月22日にソフト・オン・デマンドよりリリース。

## 解説
シリーズぴこの主人公・ぴことちこをあらゆるカテゴリーでいじることのできるアルバムとなっており、「乳首いぢり」・「包茎ちんぽいぢり」・「デカチンポいぢり」等のカテゴリーがある。

## 収録
1. キスいぢり (ぴこVer.)
2. キスいぢり (ちこ Ver.)
3. キスいぢり (ぴことちこ Ver.)
4. 乳首いぢり (ぴこVer.)
5. 乳首いぢり (ちこ Ver.)
6. 乳首いぢり (ぴことちこ Ver.)
7. 包茎チンポいぢり (ぴこVer.)
8. 包茎チンポいぢり (ちこ Ver.)
9. 包茎チンポいぢり (ぴことちこ Ver.)
10. デカチンポいぢり (ぴこVer.)
11. デカチンポいぢり (ちこ Ver.)
12. デカチンポいぢり (ぴことちこ Ver.)
13. 五いぢり (ぴこVer.)
14. 五いぢり (ちこ Ver.)
15. 五いぢり (ぴことちこ Ver.)
16. お尻の穴いぢり (ぴこVer.)
17. お尻の穴いぢり (ちこ Ver.)
18. お尻の穴いぢり (ぴことちこ Ver.)
19. ザーメンいぢり (ぴこVer.)
20. ザーメンいぢり (ちこ Ver.)
21. ザーメンいぢり (ぴことちこ Ver.)
22. 乳首オッバイいぢり (ぴこVer.)
23. 乳首オッバイいぢり (ちこ Ver.)
24. 乳首オッバイいぢり (ぴことちこ Ver.)
25. クリトリスいぢり (ぴこVer.)
26. クリトリスいぢり (ちこ Ver.)
27. クリトリスいぢり (ぴことちこ Ver.)
28. オマンコいぢり (ぴこVer.)
29. オマンコいぢり (ちこ Ver.)
30. オマンコいぢり (ぴことちこ Ver.)
31. ぴこいぢり
32. ちこいぢり